# Medicamento manipulado
Medicamentos magistrais ou medicamentos manipulados, são medicamentos preparados em farmácias de manipulação, a partir de fórmula constante de prescrição médica.